# Kosmos 2168
Kosmos 2168, sovjetski komunikacijski satelit iz programa Kosmos. Vrste je Strijela-3.
Lansiran je 12. studenoga 1991. godine u 20:09 s kozmodroma Pljesecka, s mjesta 32/1. Lansiran je u nisku orbitu oko planeta Zemlje raketom nosačem Ciklon-3 11K68. Orbita mu je 1390 km u perigeju i 1411 km u apogeju. Orbitni nagib je 82,60°. Spacetrackov kataloški broj je 21782. COSPARova oznaka je 1991-077D. Zemlju obilazi u 113,80 minuta.
U istoj misiji poslano je još 5 satelita vrste Strijela-3, a još je jedan dio (S5M) ostao kružiti u niskoj orbiti.

## Vanjske poveznice
- N2YO.com Search Satellite Database (engl.)
- Celes Trak SATCAT Format Documentation (engl.)
- Kunstman  Arhivirana inačica izvorne stranice od 12. kolovoza 2019. (Wayback Machine) Satellites in Orbit (engl.)